# Els Quatre Gats

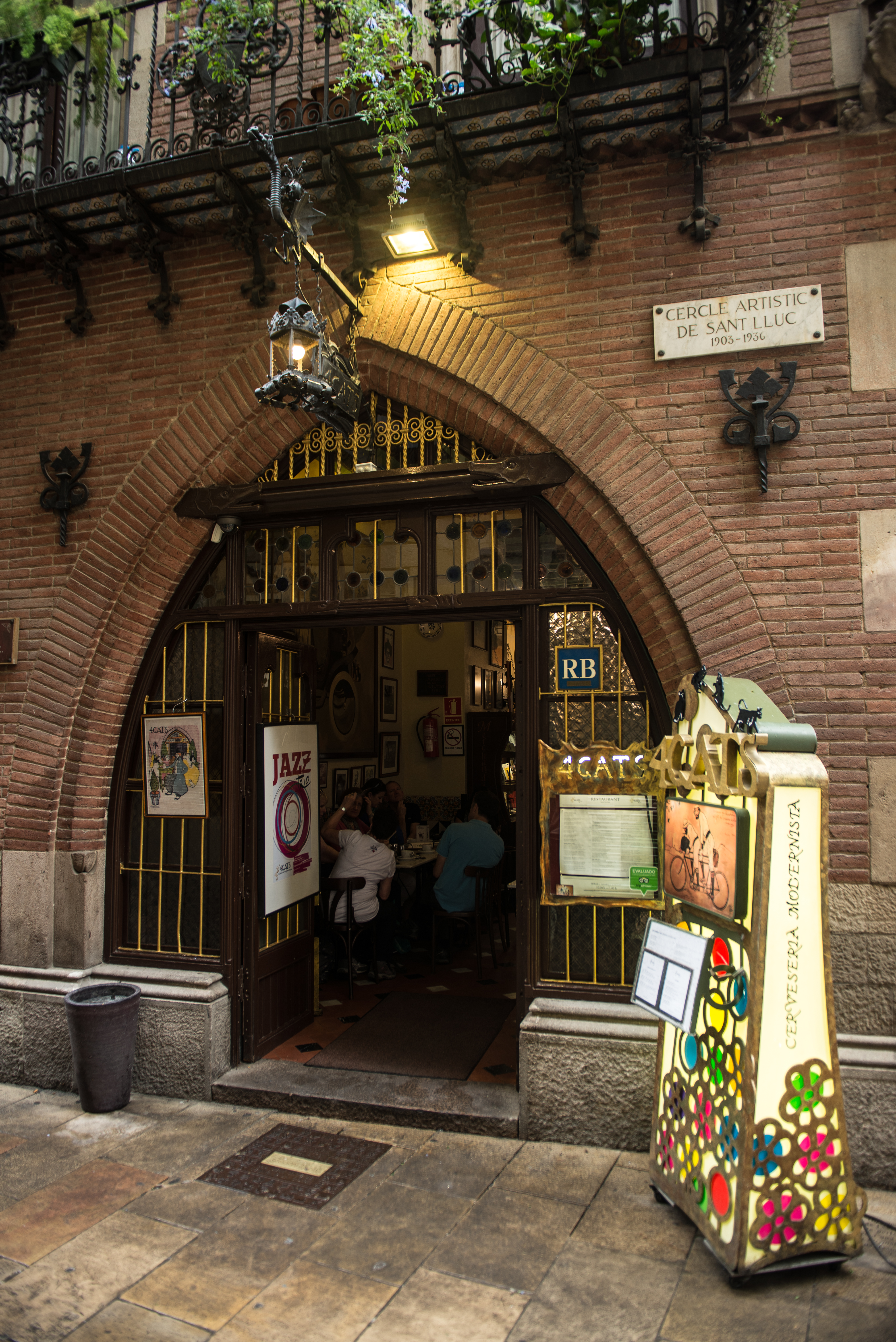
Ingang van het huidige restaurant Els Quatre Gats.

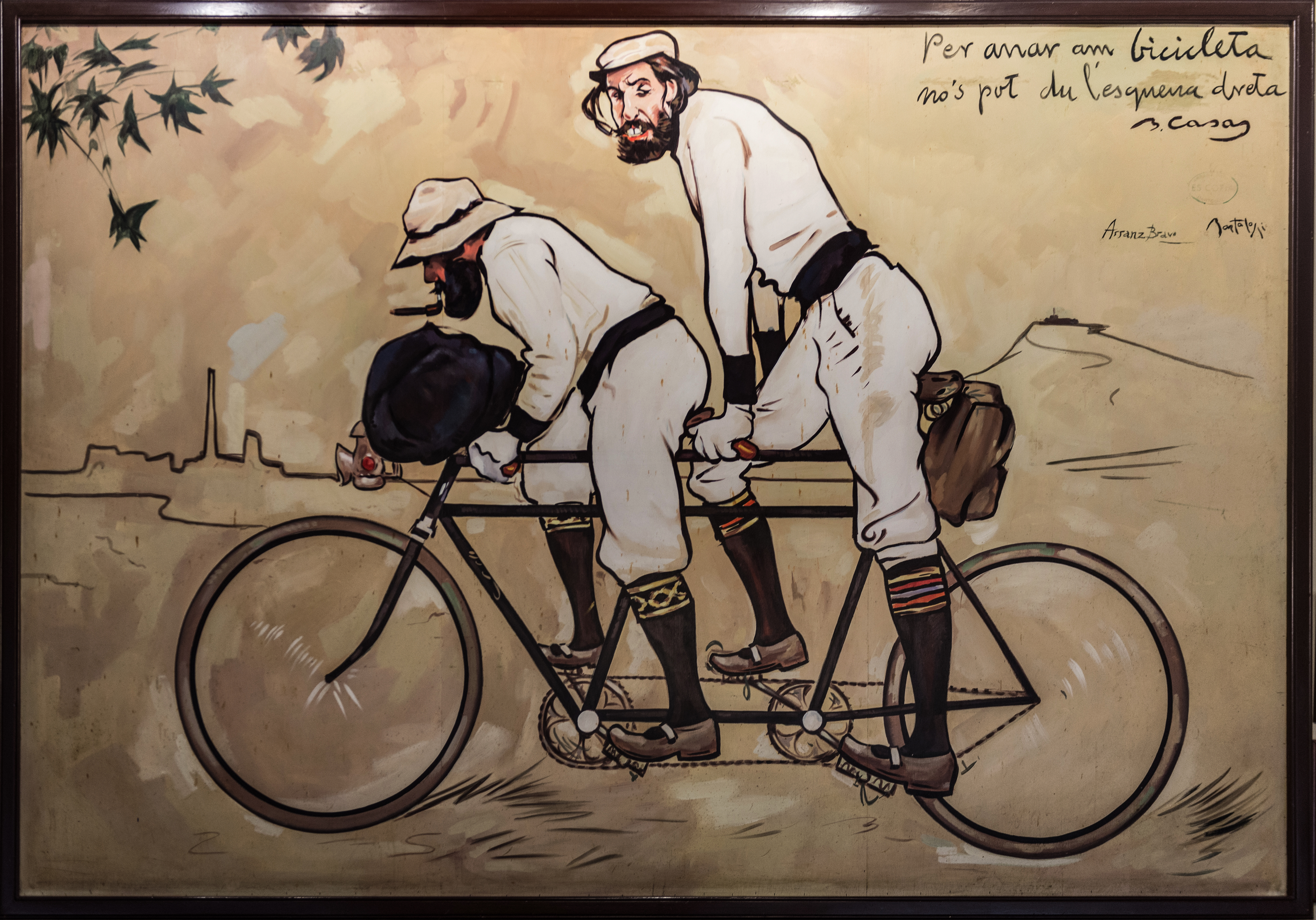
Schilderij van Ramon Casas en Pere Romeu i Borràs, samen op een tandem, door Casas.

Els Quatre Gats is een bekend café-restaurant in het Barri Gòtic, de gotische wijk in Barcelona.
Het restaurant is gevestigd in de Carrer Montsió, nummer 3 bis, op de begane grond van het Casa Martí, een modernistisch gebouw dat werd ontworpen door de architect Josep Puig i Cadafalch in 1896.
Els Quatre Gats, in het Nederlands De vier katten werd opgericht naar voorbeeld van Le Chat Noir van Rodolphe Salis in Parijs. Het was een gezamenlijke onderneming van vier vrienden die samen een tijd in Parijs hadden doorgebracht. Het waren drie kunstenaars, Ramon Casas i Carbó, Santiago Rusiñol, Miquel Utrillo i Morlius, en Pere Romeu i Borràs, die als ober in Le Chat Noir had gewerkt. De naam Els Quatre Gats verwijst naar de vier oprichters, naar Le Chat Noir, maar zou bovendien ook nog kunnen staan voor een handjevol mensen, een minderheid.
Het café-restaurant werd een verzamelplaats voor een groep kunstenaars vertegenwoordigers van de art nouveau, en later van het modernisme. Tot deze groep van kunstenaars behoorden behalve Casas, Rusiñol en Utrillo ook de jonge Pablo Picasso.en musici zoals Enric Granados, Isaac Albéniz en Lluís Millet.
De gelegenheid werd geopend op 12 juni 1897. In het café werden cabaretvoorstellingen gehouden, performances, schaduwspelen, causerieën en tertulias georganiseerd. De twee eerste individuele tentoonstellingen van Pablo Picasso werden hier gehouden in februari en juli 1900. Picasso maakte in 1899 ook een poster en menukaarten voor het restaurant. Op de poster is een gezelschap te zien van dames in crinolines, heren in slipjas en hoge hoed, die bier drinken op het terras voor de gevel van Els Quatre Gats.
De kunstenaars gaven ook een gelijknamig tijdschrift uit, Quatre Gats, waarvan in het jaar 1899 vijftien exemplaren verschenen.
Het gebouw is opgetrokken in neogotische stijl, met zware houten balken en gevlochten ijzerwerk. De grootste ruimte diende als zaal voor schimmen- en marionettenspelen, cabaret, concert- en theaterzaal en bierhal. In het begin werden er alleen kleine tentoonstellingen georganiseerd, met tekeningen van Isidro Nonell en portretten door Ramon Casas. Picasso maakte schetsen en karikaturen van artiesten en kunstenaars die aan de wand werden gehangen.
In 1903 werd Els Quatre Gats gesloten, het raakte in verval en stond lange tijd leeg. In 1978 werd het gebouw gerestaureerd en opnieuw ingericht.
In het huidige restaurant zijn nog steeds foto’s, tekeningen, gravures en reproducties van schilderijen van rondom 1900 te zien, waaronder veel portretten en zelfs een zelfportret, gemaakt door Picasso.
De Catalaanse schrijver Enric Jardí i Casany schreef een boek over de geschiedenis van Els Quatre Gats: Història de Els Quatre Gats, Aedos, 1972.